# TIS Productions
TIS Productions (anteriormente The Independent Studios, Estudios TeleMéxico, Fox Telecolombia, TeleColombia y Paramount Television International Studios) es una empresa colombiana dedicada a la producción de televisión y programación en los canales de Inravisión, nacida en 1996 con el nombre de Producciones Bernardo Romero Pereiro, en honor a su fundador, reconocido libretista de dramatizados y telenovelas colombianas.
En 1999 cambió su nombre por Producciones Telecolombia, pero en junio de 2007 la empresa fue adquirida por la multinacional Fox International Channels y cambió su nombre legal nuevamente por Fox Telecolombia.  Desde el 20 de marzo de 2019, tras la adquisición de 21st Century Fox por parte de Disney, es propiedad de esta última. 
El 18 de enero de 2021 Disney cambio el nombre de Fox Telecolombia a simplemente TeleColombia como parte del requisito de eliminar la marca Fox de las empresas adquiridas de 21st Century Fox para evitar confusiones y también no relacionado con Fox Corporation.
El 28 de octubre de 2021, ViacomCBS, actual Paramount Global, anunció que se encontraba en proceso de adqurir una participación mayoritaria en TeleColombia. La adquisición del paquete accionario se concretó el 23 de noviembre del mismo año.
El 25 de octubre, Paramount Global fusionó a Telecolombia y Estudios Teleméxico bajo una misma marca conocida como TIS (The Independent Studios, por sus siglas en inglés).

## Historia

### Fundadores y directivos
Además de Romero Pereiro —quien participó en San Tropel y Escalona para Caracol Televisión y Señora Isabel así como en la comedia Dejémonos de Vainas para RCN Televisión y Coestrellas, respectivamente (esta última programadora también de su propiedad en 1981)—, en la empresa se encuentran otros empresarios del medio como Samuel Duque Rozo, expresidente de RCN Televisión durante la época en que produjo series y telenovelas como La Vorágine, Azúcar, La Potra Zaina y Café con Aroma de Mujer, entre otros; René Gómez, expresidente de Coltejer y actual vicepresidente ejecutivo de la empresa, y el productor Samuel Duque, Jr., vicepresidente de operaciones e hijo de Duque Rozo.

### Como concesionaria de espacios de televisión
Entre 1996 y 1998, Producciones Bernardo Romero Pereiro programó espacios especiales para los festivos. Se presentó a la licitación de 1997, en la que se le adjudicaron 9,5 horas de programación en el Canal Uno.
En esta licitación, Producciones Bernardo Romero Pereiro produjo su primer dramatizado, Hilos Invisibles, con Katherine Vélez y Juan Ángel, emitido los domingos a las 20:30. Sería reemplazado por Doña Flor y sus dos Maridos, miniserie brasileña; después por Hermosa Niña con Ana Lucía Domínguez y Luis Fernando Salas, y luego nació Unidad Investigativa con varias miniseries periodísticas. Finalmente en dicho espacio se emitiría la serie más exitosa de la televisión colombiana[cita requerida] Pandillas, guerra y paz.
En el espacio de los lunes a las 19:30 se emitió la comedia Tadeo Clonado con David García, “Jeringa”. Además compartió la franja de telenovelas de lunes a viernes a las 13:00 como Gente Bien y la serie Padres e Hijos, junto con Punch y Colombiana de Televisión. El sábado a las 9:00 tuvo una franja de dibujos animados e infantil, en la que transmitió el Pequeño Vagabundo Zenki y Padre de familia  A las 14:00 del sábado emitió el magazín La Calle, reemplazado por Universal Hits, también se transmitió Viva su Casa (de Homecenter con Erika Taubert y Augusto Hoyos, actualmente transmitido por el Canal Caracol). Compartió con Punch la franja de enlatados como Buffy la Cazavampiros y La Dama del Oeste los viernes a las 18:00, reemplazado por la telenovela brasileña El Rey del Ganado.
Los sábados a las 15:30 programó el magazín juvenil Razón X, reemplazado por el humorístico Risas y Bromas, con Alexandra López. Los miércoles a las 22:30 se transmitió el periodístico Hechos y Personajes, con Ramón Jimeno, reemplazado por el esotérico Del Más Allá con Gastón Velandia. Por otra parte, los miércoles a las 18:30 transmitiría la comedia Las Marías de Teleset, reemplazada por Irene y Simón con Janeth Waldman y Carlos Serrato, mientras que el espacio de los domingos a las 10:00 sería para el magazín Vértigo con Andrés Felipe Ospina, fue reemplazado por un magazín dedicado a la informática Tu Red o @Red también con Ospina. Y por último varias franjas para Televentas los lunes y jueves a las 10:00 y los sábados a las 7:00.
Otros espacios de la licitación fueron: En Familia un programa de orientación con el Padre Alirio López, el periodístico Ahora y en la Hora con Consuelo Cepeda, Miniserie de la Semana que fue emitido como parte del plan de salvamento del Canal Uno pero solo duró pocas semanas al aire por baja sintonía y por último un ciclo de largometrajes de Cantinflas como El Barrendero, El Padrecito, Sube y Baja, Ahí Está el Detalle, Conserje en Condominio y Su Excelencia, entre otros.
Producciones Bernardo Romero Pereiro fue favorecida con una hora y media adicional que dejaron RCN TV y Caracol TV a mediados de 1998, antes de convertirse en canales privados, los lunes a las 20:00 donde se presentó el concurso Fantástico pero fue un fracaso y después fue reemplazado por la novela de Tevecine Tabú y posteriormente por ciclo de enlatados, y una franja para Televentas los martes y miércoles 7:30, pero más adelante como consecuencia de la crisis de la TV que comenzó en el gobierno de Andrés Pastrana tuvo que devolver este horario y maneja las 9 horas adjudicadas, pero se mantuvo el de las 8 de la noche hasta el final de la licitación. Además, se alió con NTC Televisión y transmitió diferentes certámenes deportivos como la Copa Libertadores y la Fórmula 1. En el 2003 su presidente Samuel Duque Rozo decidió que la empresa no participara en la licitación de televisión del Canal Uno que empezó en el 2004, por los altos costos de programación y el deterioro de la red pública de Inravisión.

### Como productora independiente
Desde 2004 se convirtió en productora de televisión. Ha vendido a RCN Televisión y Caracol Televisión títulos como la sexta temporada de 
- Pandillas, guerra y paz, y otras producciones como
- El Pasado no Perdona, con Bernie Paz y María José Martínez *(remake de la producción realizada originalmente por Producciones PUNCH en 1991),
- Juego Limpio, con Dina Zalloum, Andrés Sandoval, Marcelo Cezán y Carla Giraldo;
- Floricienta, con Mónica Uribe y Gonzalo Revoredo;
- El precio del silencio, con Juan Sebastián Aragón y Carolina Sabino;
- No renuncies Salomé, con Carolina Acevedo y Marlon Moreno;
- Historias Familiares, con Mabel Kremer;
- justicia o ley, con Rolando Tarajano;
- Expedientes;
- Retratos, con Orlando Pardo y Xilena Aycardi;
- Me amarás bajo la lluvia, con Carolina Sabino y Juan Pablo Posada;
- Enigmas del más allá, con Roberto Cano y Carla Giraldo;
- Amor de mis amores, con Agmeth Escaf;
- Por amor, con Abel Rodríguez; y
- Zona Rosa con Carolina Sabino y Jorge Cárdenas.

## Adquisición por Fox

Logo de FOX Telecolombia (2007-2021)

El 26 de junio de 2007, la multinacional Fox International Channels adquirió el 51% de las acciones de Telecolombia y la rebautizó como Fox Telecolombia, pero todavía era comandada por Samuel Duque Rozo, quien desde entonces es presidente de Fox Telecolombia. Esta alianza complementa la compra de Utilísima Satelital para convertir, en enero de 2007, en Fox Toma 1, productora de contenido educativo no ficcional orientado a la mujer y la familia para el mercado hispano parlante de Fox Latin American Channels. Fox Telecolombia, por su parte, hace lo propio con productos de ficción. De esta forma, News Corp., uno de los principales productores de televisión en inglés, afianza su posición en materia de producción original en español para producir más de 2500 horas de programación por año.
Fox Telecolombia continúa produciendo programas en español para clientes como RCN de Colombia y Telefutura de los Estados Unidos. Adicionalmente, la productora trabajaba conjuntamente con Fox Latin American Channels en la producción de contenido para otros clientes en los Estados Unidos y Latinoamérica. Algunas de sus producciones realizadas en Colombia durante este período son Tiempo final, La beca y La dama de Troya. Hasta 2019, se encontra en emisión en los canales de Fox Networks Group LA la serie Mental siendo esta la primera hablada en inglés grabada en Latinoamérica.

## Estudios Teleméxico
Es una subdivisión de Telecolombia la cual tiene estudios y oficinas en la Ciudad de México. Se encarga de producir series y programas de telerrealidad para el público mexicano e hispano. Entre algunas se destacan: El Capitán, Maldita Tentación, Perseguidos, Guerra de ídolos , José José, el príncipe de la canción y La Desalmada.

## Producciones
Algunas de las producciones de la compañía son:

### 1997-1999
| # | Año       | Telenovela              | Escritor                                      | Productor          | Televisora                                           |
| - | --------- | ----------------------- | --------------------------------------------- | ------------------ | ---------------------------------------------------- |
| 1 | 1997      | Irene y Simón           | Luis Alberto García                           | Mario Mitrori      | Canal Uno                                            |
| 2 | 1998      | Hilos invisibles        | - Bernardo Romero Pereiro - Ricardo Sarmiento | Clara Inés Enciso  | Canal Uno                                            |
| 3 | 1998      | Hermosa niña            | - Bernardo Romero Pereiro - Jimena Romero     | Samuel Duque Duque | Canal Uno                                            |
| 4 | 1999-2005 | Pandillas, guerra y paz | Gustavo Bolívar Moreno                        | María Duque        | - Canal Uno (1999-2003) - RCN Television (2004-2005) |

### 2000-2009
| #  | Año       | Telenovela                 | Escritor | Productor                                                                              | Televisora                            |
| -- | --------- | -------------------------- | --- | -------------------------------------------------------------------------------------- | ------------------------------------- |
| 5  | 2001      | Unidad Investigativa       | Luis Alberto García | Mario Mitrotti                                                                         | RCN Television                        |
| 6  | 2002-2004 | Expedientes                | Ricardo Saldarriaga | Lilo Vilaplana                                                                         | RCN Television                        |
| 7  | 2002-2003 | El precio del silencio     | Gustavo Bolívar | Amparo Lopez                                                                           | RCN Television                        |
| 8  | 2003      | No renuncies Salomé        | - Ricardo Saldarriaga - Augusto Ramírez - Juan Carlos Troncoso                                                                   | Amparo Lopez                                                                           | RCN Television                        |
| 9  | 2003-2004 | Retratos                   | - Héctor Forrero - Yamira Sánchez                                                                                                | Amparo Lopez                                                                           | RCN Television                        |
| 10 | 2004-2005 | Me amarás bajo la lluvia   | Gustavo Bolívar | Carlos Gallardo                                                                        | RCN Television                        |
| 11 | 2004      | Amor de mis amores         | Héctor Forero | Amparo Lopez                                                                           | RCN Television                        |
| 12 | 2005      | Enigmas del más allá       | Abelardo Quintero | Julio César Romero                                                                     | RCN Television                        |
| 13 | 2005-2006 | El pasado no perdona       | - Luis Felipe Salamanca - Darío García                                                                                           | Amparo Lopez                                                                           | RCN Television                        |
| 14 | 2005-2006 | Juego limpio               | Gustavo Bolívar | Amparo Lopez                                                                           | RCN Television                        |
| 15 | 2006      | Por amor                   | - Guido Jacomé - Felipe Forero - Alejandro Torres                                                                                | - María de Jesus Avellano - Verónica Pimstein                                          | RCN Television                        |
| 16 | 2006-2007 | Floricienta                | - Cris Morena - Diego Vivanco - Andrés Guevara - Ana Fernanda Martínez                                                           | Amparo Lopez                                                                           | RCN Television                        |
| 17 | 2007-2009 | Tiempo final               | - Esteban Orozco - Alejandro Borenstein - Sebastián Borensztein Albatros - Leonardo Gabriello - Marcelo Cabrera - Martín Salinas | - Samuel Duque Duque - Jorge Stamadianos - Pedro Torres - Daniel García - Genoveva Rey | - Fox Channel (2007-2008) - FX (2009) |
| 18 | 2007      | Zona rosa                  | Guido Jacome | Amparo Lopez                                                                           | RCN Television                        |
| 19 | 2008-2009 | La dama de Troya           | - Felipe Forero - Alejandro Torres - Guido Jácome                                                                                | Amparo Lopez                                                                           | RCN Television                        |
| 20 | 2008-2009 | Sin retorno                | - Sergio Alvarez - Julio Castañeda - Esteban Orozco - Augusto Ramirez - Lilo Vilaplana                                           | Samuel Duque Duque                                                                     | RCN Television                        |
| 21 | 2008-2009 | Infieles anonimos          | Gustavo Bolívar | Amparo Lopez                                                                           | RCN Television                        |
| 22 | 2009      | Mental                     | - Dan LeVine - Deborah Joy LeVine                                                                                                | - Paul D. Goldman - Jonathan A. Rosenbaum - Iain Paterson - Samuel Roque Duque         | FOX                                   |
| 23 | 2009-2010 | El capo                    | Gustavo Bolívar | - Amparo Lopez - Nelson Martinez                                                       | - Telefutura - RCN Televisión         |
| 24 | 2009-2010 | Pandillas, guerra y paz II | Gustavo Bolívar | - Bernardo Romero Pereiro - Mario Mitrotti                                             | RCN Television                        |
| 25 | 2009      | Amor, mentiras y video     | - Natalia Ospina - Astrid Ramirez - Juan Carlos Flechas - Leila Faccini                                                          | Amparo Lopez                                                                           | RCN Television                        |
| 26 | 2009-2012 | Kdabra                     | - Andrés Gelós - Martín Preusche - Ana María Parra Vásquez                                                                       | Hugo Vidarte                                                                           | Moviecity                             |

### 2010-2020
| #  | Año       | Telenovela               | Escritor                                                                            | Productor                                                                                      | Televisora                                                    |
| -- | --------- | ------------------------ | ----------------------------------------------------------------------------------- | ---------------------------------------------------------------------------------------------- | ------------------------------------------------------------- |
| 28 | 2010-2011 | Un sueño llamado salsa   | - Alejandro Torres - Felipe Forero, Guido Jacome                                    | Amparo López                                                                                   | - Telefutura (2010-2011) - RCN Televisión (2014-2015)         |
| 29 | 2011      | Mentes en shock          | - Susana Cardozo - Pablo Lago                                                       | - Fernando Altschul - Samuel Duque Duque - Jorge Stamadianos - Javier Szerman                  | - Fox Latinoamérica - Fox España                              |
| 30 | 2011-2012 | La Mariposa              | - Alberto "Albatros" González - Augusto Ramírez                                     | - Lilo Vilaplana                                                                               | - Mega (2011) - RCN Televisión (2012) - MundoFOX (2012; 2014) |
| 31 | 2011-2012 | La traicionera           | - Adrián Suar - Faber Soto - Aura Niño - Rodrigo Holguín                            | - Amparo López - Oscar Guarín                                                                  | RCN Televisión                                                |
| 32 | 2012-2013 | Lynch                    | - Alberto González - Ana María Parra - Esteban Orozco - Leopoldo Vanegas            | Fernando Altschul                                                                              | Moviecity                                                     |
| 33 | 2012-2013 | El Capo 2                | Gustavo Bolívar                                                                     | - Amparo Lopez - Nelson Martinez                                                               | - MundoFOX (2012) - RCN Televisión (2012-2013)                |
| 34 | 2013      | Amo de casa              | - Guido Jácome - Felipe Forero - Diana Gómez Mateus                                 | Genoveva Rey                                                                                   | RCN Televisión                                                |
| 35 | 2013      | Retrato de una mujer     | - Tania Cárdenas - Miguel Ángel Lozano                                              | Amparo López                                                                                   | - RCN Televisión - Telefutura                                 |
| 36 | 2013-2015 | Cumbia ninja             | - Andrés Gelós - Anthony López - Cindy Caravia - Luis Langlemey                     | - Anthony López - Natacha Caravia - Luís Langlemey                                             | Fox Latinoamérica                                             |
| 37 | 2013-2014 | Los graduados            | Sebastián Ortega                                                                    | Nelson Martinez                                                                                | RCN Televisión                                                |
| 38 | 2013-2014 | Alias el Mexicano        | Mauricio Navas                                                                      | Amparo López Óscar Guarín                                                                      | RCN Televisión                                                |
| 39 | 2014      | El Capo 3                | Gustavo Bolívar                                                                     | - Amparo Lopez - Nelson Martinez                                                               | - MundoFOX - RCN Televisión                                   |
| 40 | 2014      | Familia en venta         | - Susana Cardozo - Pablo Lago                                                       | Nelson Martinez                                                                                | MundoFOX                                                      |
| 41 | 2014      | Palabra de ladrón        | - Natacha Caravia - Luis E. Langlemey                                               | Amparo López                                                                                   | MundoFOX                                                      |
| 42 | 2015-2019 | Sitiados                 | - Carmen Gloria López - Wilfredo Van Broock - Luis Emilio Guzmán - Paula del Fierro | - Mariano Berterreix - Jorge Stamadianos - Rony Goldschmied - Ursula Budnick - Diego Izquierdo | - TVN (2015) - Fox Channel (2015) - Fox Premium (2018-2019)   |
| 43 | 2015-2016 | Celia                    | - Andres Salgado - Paul Rodríguez                                                   | Nelson Martínez                                                                                | - RCN Televisión - Telemundo                                  |
| 44 | 2016      | Contra el tiempo         | - Alberto Albatros González - Alejandro Torres Reyes                                | Amparo López                                                                                   | RCN Televisión                                                |
| 45 | 2016      | Azúcar                   | - Mauricio Navas - Conchita Ruiz                                                    | Óscar Guarín                                                                                   | RCN Televisión                                                |
| 46 | 2016-2018 | Sin senos sí hay paraíso | Gustavo Bolívar                                                                     | - Nelson Martínez - Consuelo Corrales                                                          | Telemundo                                                     |
| 47 | 2016-2017 | 2091                     | - Andrés Gelós - Martín Preusche - Natasha Caravia - Luis Langlemey                 | Nelson Martinez                                                                                | Fox Channel                                                   |
| 48 | 2017      | Infieles                 | - Andrés Gelós - Martín Preusche - Natasha Caravia - Luis Langlemey                 | Nelson Martinez                                                                                | - Canal 1 - Cine Latino                                       |
| 49 | 2018      | Nadie me quita lo bailao | Guido Jácome                                                                        | - Unai Amustastegui - Nelson Martínez                                                          | RCN Televisión                                                |
| 50 | 2018-2019 | Nat Geo Lab              | - Leila Faccini - Williams Campo                                                    | Federico Castillo                                                                              | Nat Geo Kids                                                  |
| 51 | 2019      | El Bronx                 | - Gustavo Bolívar - Yesmer Uribe                                                    | Nelsón Martínez                                                                                | Caracol Televisión                                            |
| 52 | 2019-2020 | El general Naranjo       | Anita de Hoyos                                                                      | - Guillermo Mejía - Mónica Botero                                                              | - Fox Premium Series (2019-2020) - Caracol Televisión (2020)  |
| 53 | 2019      | Tormenta de amor         | - Andrés Cortés - Raúl Prieto - Rosa Clemente                                       | Claudia Facio Lince                                                                            | RCN Televisión                                                |
| 54 | 2019      | El final del paraíso     | Yesmer Uribe                                                                        | - Guillermo Restrepo - María Alejandra Rico                                                    | Telemundo                                                     |

### 2020-2022
| #  | Año  | Telenovela          | Escritor      | Productor          | Televisora         |
| -- | ---- | ------------------- | ------------- | ------------------ | ------------------ |
| 55 | 2020 | Amar y vivir        | Nubia Barreto | Claudia Faciolince | Caracol Televisión |
| 56 | 2022 | Dejémonos de Vargas | Guido Jácome  | Federico Castillo  | RCN Televisión     |

### Estudios TeleMexico (2014-2022)
| #  | Año  | Telenovela                           | Escritor            | Productor                                                      | Televisora                                   |
| -- | ---- | ------------------------------------ | ------------------- | -------------------------------------------------------------- | -------------------------------------------- |
| 1  | 2014 | El Capitán                           | Juan Camilo Ferrand | Perla Martínez Legorreta Óscar Guarín                          | - MundoFOX (2015) - Imagen Televisión (2017) |
| 2  | 2014 | Lucky Ladies                         | Laura A. Villa      | Perla Martínez Legorreta Haydee Zazueta                        | FOX Life                                     |
| 3  | 2015 | Maldita Tentación                    | Mauricio Navas      | Perla Martínez Legorreta Nelly Ordóñez                         | - RCN Televisión - Estrella TV               |
| 4  | 2016 | Perseguidos                          | Natalia Núñez       | Perla Martínez Legorreta Horacio Díaz Morales                  | - Imagen Televisión - Telemundo              |
| 5  | 2017 | Guerra de ídolos                     | Mariano Calasso     | Nelson Martínez Gerardo Zurita                                 | Telemundo                                    |
| 6  | 2017 | Run Coyote Run                       | Gustavo Loza        | Monica Lozano                                                  | FX                                           |
| 7  | 2018 | José José, el príncipe de la canción | Basilio Álvarez     | Gabriela Valentán Salvador Montes                              | Telemundo                                    |
| 8  | 2018 | Opa Popa Dupa                        | Gabriel Patolsky    | Fernando Semenzato Samuel Duque Gastón Moquilevsky Ivonne Niño | Nat Geo Kids                                 |
| 9  | 2019 | Operación pacífico                   | Albatros González   | Guillermo Restrepo Silvia Durán                                | Telemundo                                    |
| 10 | 2019 | Promesas de campaña                  | Gustavo Bolívar     | Nelson Martínez Consuelo Corrales                              | Claro Video                                  |
| 11 | 2022 | El Galán                             | Horacio Convertini  | Fernando Zuloaga Raquel Haro                                   | Star+                                        |

### Como TIS Productions/Paramount Television International Studios
| #  | Año  | Telenovela                           | Escritor                                               | Productor                                                       | Televisora         |
| -- | ---- | ------------------------------------ | ------------------------------------------------------ | --------------------------------------------------------------- | ------------------ |
| 1  | 2023 | Horario estelar                      | Martin Bustos                                          | Juan Aura                                                       | Star+              |
| 2  | 2023 | La ley de la selva                   | —                                                      | Alía Hincapie                                                   | Netflix            |
| 3  | 2023 | Perfil falso                         | Pablo Illanes                                          | - Federico Castillo - Silvia Duran - Cristina Echeverri         | Netflix            |
| 4  | 2023 | Viaje al centro de la Tierra         | - Veronica Eibuszyc - Bruno Luciani - Gabriel Patolsky | Gastón Moguilevsky                                              | Disney+            |
| 5  | 2023 | Drag Race México                     | RuPaul                                                 | - RuPaul Charles - Tom Campbell - Fenton Bailey - Randy Barbato | - Paramount+ - MTV |
| 6  | 2023 | Drag Race Brasil                     | RuPaul                                                 | - RuPaul Charles - Tom Campbell - Fenton Bailey - Randy Barbato | - Paramount+ - MTV |
| 7  | 2023 | Drag Race Germany                    | RuPaul                                                 | - RuPaul Charles - Tom Campbell - Fenton Bailey - Randy Barbato | - Paramount+ - MTV |
| 8  | 2024 | RuPaul's Drag Race: Global All Stars | RuPaul                                                 | - RuPaul Charles - Tom Campbell - Fenton Bailey - Randy Barbato | - Paramount+ - MTV |
| 9  | 2025 | Perfil falso 2                       | Pablo Illanes                                          | Silvia Duran                                                    | Netflix            |
| 10 | 2025 | Medusa                               | Said Chamie Claudia F. Sánchez                         | Luis Eduardo Jiménez Ángela Suárez Samuel Duque                 | Netflix            |
| 11 | 2025 | Delirio                              | Verónica Triana Andrés Burgos                          | Verónica Triana Andrés Burgos Samuel Duque Ángela Suárez        | Netflix            |